# Kalinagogärdsmyg
Kalinagogärdsmyg (Troglodytes martinicensis) är en fågel i familjen gärdsmygar inom ordningen tättingar.

## Utbredning och systematik
Kalinagogärdsmyg förekommer i Små Antillerna. Den delas in i tre underarter, med följande utbredning:
- Troglodytes martinicensis guadeloupensis – Guadeloupe, möjligen utdöd
- Troglodytes martinicensis rufescens – Dominica
- Troglodytes martinicensis martinicensis – Martinique, utdöd

Tidigare behandlades den som en del av husgärdsmygen (T. aedon), men denna delades 2024 upp i flera arter, däribland kalinagogärdsmygen.

## Status
IUCN erkänner den inte som art, varför dess hotstatus inte bedömts.